# Present Perfect
Present Perfect è un film del 2017 diretto da Anusorn Soisa-Ngim ed interpretato da Maroukasonti Kritsana e Tonawanik Adisorn. Il film, basato sul cortometraggio omonimo girato dallo stesso regista nel 2012, è stato distribuito in Tailandia il 9 marzo 2017.
Il film ha vinto il premio per il miglior film al LGBTQ Amsterdam Film Festival nei Paesi Bassi. È stato proiettato in numerosi festival cinematografici di tutto il mondo, tra cui il World Film Festival of Bangkok, in Thailandia, il Serile Filmului Gay International Film Festival, in Romania, il Western Visayas Film Festival, nelle Filippine e Taiwan.

## Trama
In seguito ad una delusione d'amore, il giovane thailandese Toey si reca in vacanza ad Higashikawa, in Giappone, dove fa conoscenza con Oat, giovane thailandese che abita nella casa accanto alla sua. I due diventano grandi amici e Toey scopre così che Oat si sposerà quattro settimane più tardi.
Un giorno, appreso che la sua ex fidanzata sta per fidanzarsi con un altro, Toey cade nello sconforto e Oat nel tentativo di risollevargli il morale gli fa bere del sakè. Il mattino seguente Toey si risveglia nel letto accanto ad Oat ed inizia a temere di aver passato la notte con il ragazzo ma non riesce a ricordare nulla a causa della sbornia presa. Quando in seguito chiede al ragazzo se lui è gay e se hanno fatto sesso, Oat ammette di essere gay ma lo informa che tra di loro non è accaduto nulla.
Scoperto che in realtà i due hanno fatto sesso, Toey si arrabbia con lui, poi si allontana e chiede ospitalità per la notte a Yumi, una sua amica giapponese. Il mattino seguente torna a casa e si scusa con Oat per essersi arrabbiato. Tra i due scoppia l'amore e trascorrono sempre più tempo insieme. Una sera Yumi invita i due ragazzi a cena da lei per festeggiare il ritorno di suo marito da Taipei. Nel corso della cena la donna rivela al marito e ai due ragazzi di essere incinta. Ritornati a casa Oat comunica a Toey di voler dormire da solo e che la sua fidanzata Namwan è incinta di quattro mesi. Deluso ed arrabbiato, Toey scappa.
Il mattino seguente, mentre fa ritorno a casa, Toey incontra Yumi, la quale lo informa che Oat non si trova più nella casa che abitava. Recatosi presso l'agenzia che affitta le case Toey scopre che Oat se n'è andato la sera prima ma che ha lasciato una cosa per lui: la sua sciarpa con un biglietto sul quale è scritto "Per favore indossala, sii al sicuro." Disperato Toey scoppia in lacrime.
Tempo dopo troviamo Toey all'aeroporto con un nuovo look simile a quello che portava Oat. Mentre sta per imbarcarsi per Shanghai viene fermato da Oat, il quale gli presenta anche la moglie e il figlio. Oat gli chiede se può aggiungerlo tra gli amici di Facebook e alla risposta affermativa del ragazzo gli manda una richiesta di amicizia. Tuttavia Toey dopo aver visionato sul suo profilo le foto del giovane con moglie e figlio appare non troppo sicuro di accettare quell'amicizia.

## Riconoscimenti
- 2017 - LGBTQ Amsterdam Film Festival
- Miglior film[5][6]